# Twister (gelato)
Twister è un gelato su stecco, lanciato nel 1982 e realizzato dal brand Algida della Unilever. In Italia il Twister è stato distribuito dapprima dalla Eldorado, in seguito rilevata dalla Algida.

## Descrizione
Si tratta di un ghiacciolo, ricoperto da due strati di gelato di gusto diverso che si intrecciano fra loro formando una spirale. La combinazione dei tre sapori, principalmente di quelli che compongono il rivestimento esterno, varia a seconda del periodo e della nazione in cui il prodotto è commercializzato, ma in linea di massima il ghiacciolo interno è generalmente sempre stato alla fragola.
Una versione di dimensioni più piccole, chiamata Mini Twister, è disponibile in confezioni multipack. Alcuni Mini Twisters presenti nella confezione hanno i sapori invertiti, in modo che la fragola sia sulla parte esterna. In Europa è disponibile anche il Twister Choc consistente in un gelato al caramello, avvolto da due strati di vaniglia e cioccolato. Nel marzo 2008, la Unilever ha lanciato un Twister al sapore di anice, ritirato dal mercato ad appena due mesi dal suo lancio per via delle vendite deludenti.
Il gelato Twister è stato anche l'ispirazione per un ottovolante realizzato presso il West Midland Safari Park.